# Penthema latifasciata
Penthema latifasciata är en fjärilsart som beskrevs av Percy I. Lathy 1903. Penthema latifasciata ingår i släktet Penthema och familjen praktfjärilar. Inga underarter finns listade i Catalogue of Life.